# Хлебово (Дравський повіт)
Хлебово (пол. Chlebowo) — село в Польщі, у гміні Островіце Дравського повіту Західнопоморського воєводства.
Населення — 164 особи (2011).
У 1975-1998 роках село належало до Кошалінського воєводства.

## Демографія
Демографічна структура станом на 31 березня 2011 року:
|          | Загалом | Допрацездатний вік | Працездатний вік | Постпрацездатний вік |
| -------- | ------- | ------------------ | ---------------- | -------------------- |
| Чоловіки | 82      | 23                 | 51               | 8                    |
| Жінки    | 82      | 24                 | 42               | 16                   |
| Разом    | 164     | 47                 | 93               | 24                   |